# 警視流
警視流（けいしりゅう）は、明治10年代に警視庁で制定された武術の形。
木太刀形（撃剣形）、立居合、捕縄術や活法をも含む柔術（「警視拳法（けいしけんぽう）」とも云う）からなっていたが、現在の警視庁では木太刀形と立居合のみが伝承されている。

## 制定の経緯

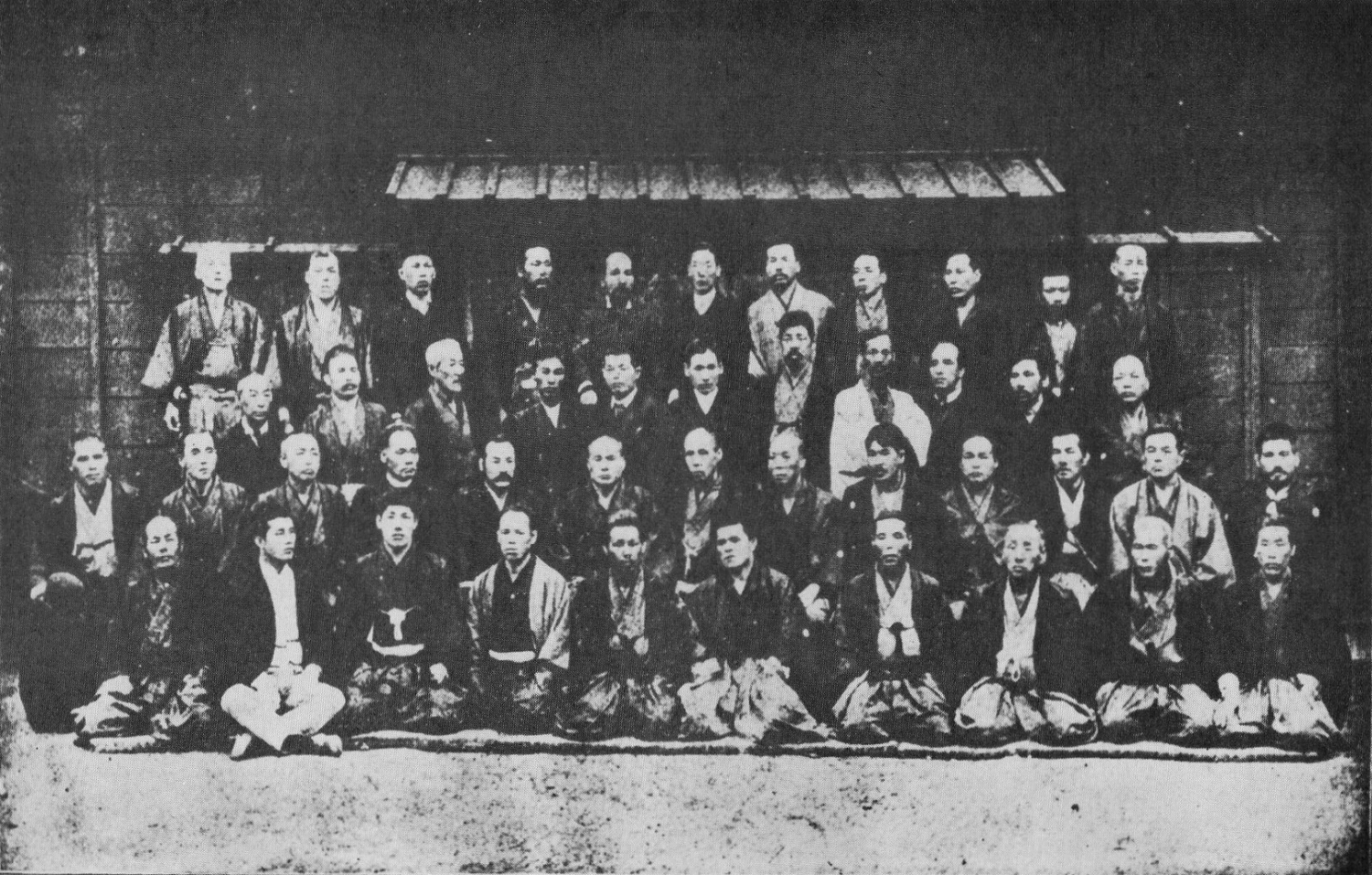
明治21年（1888年）頃の警視庁武術世話掛

明治10年（1877年）に起きた西南戦争での警視隊抜刀隊の活躍によって、剣術の有用性が再認識され、大警視川路利良は『撃剣再興論』を著し警察において剣術を奨励する意向を明らかにした。
明治12年（1879年）、巡査教習所に道場が設けられ、桃井春蔵と榊原鍵吉の審査を経て、撃剣世話掛として梶川義正、上田馬之助、逸見宗助が最初に登用された。その後も真貝忠篤、下江秀太郎、得能関四郎、三橋鑑一郎、坂部大作、柴田衛守など剣客が続々と採用された。
この世話掛たちの出身流派がまちまちな状況であったことから、指導方法を統一するために、各流派の技を選り抜き「警視庁流」が制定された。明治19年（1886年）の弥生祭武術大会の席上で発表されたという。
洋装帯剣の警察官の進退に適するように制定されたためか、各流派の宗家が伝える形とは動作が異なる部分もある。

## 警視流木太刀形
剣術10流派から1本ずつ技を採用して構成されている。諸流派を統合した形という点で日本剣道形の先駆けといえる。太平洋戦争前には剣道の教本に掲載されることもあり、中山博道のように積極的に修練する剣道家もいた。現在も警視庁の剣道家によって伝承されている。
脛斬りに対する応じ方（八相）や肘打ち（阿吽）など、日本剣道形には見られない技法も含まれている。礼法や木太刀も日本剣道形とは異なり、古式の形態を残している。木太刀は全長3尺3寸（約1m）で刃長2尺4寸（約73cm）、柄9寸（約27cm）、刀身部の断面の形状は蛤刃と定められており、写しが市販されている。
（流派名は警視流の表記に従う）
- 一本目　八相（はっそう）-直心影流
- 二本目　変化（へんか）-鞍馬流
- 三本目　八天切（はってんぎり）-堤宝山流
- 四本目　巻落（まきおとし）-立身流
- 五本目　下段の突（げだんのつき）-北辰一刀流
- 六本目　阿吽（あうん）-浅山一伝流
- 七本目　一二の太刀（いちにのたち）-示現流
- 八本目　打落（うちおとし）-神道無念流
- 九本目　破折（はおれ）-柳生流
- 十本目　位詰（くらいづめ）-鏡心明智流

## 警視流立居合
居合5流派から1本ずつ技を採用して構成されている。座位の技はなく、すべて立ち技である。現在も警視庁居合同好会に伝承されている。一部の民間道場でも稽古されている。
- 一本目　前腰（まえごし）-浅山一伝流
- 二本目　無双返し（むそうがえし）-神道無念流
- 三本目　回り掛け（まわりがけ）-田宮流
- 四本目　右の敵（みぎのてき）-鏡心明智流
- 五本目　四方（しほう）-立身流

## 警視拳法
柔術世話掛も設置された。柔術16本、早捕法7種からなる。他に活法を含む。
柔術は木太刀形、立居合のように各流1本ずつではなく、14流派と諸流併合した技16本で構成されていた。早捕には技の名前が付けられていない。似た技が複数あるなど、木太刀形、立居合に比べると余り整理されていない内容に思われる。柔術形は、警視庁で講道館柔道が採用されたことによって、最も早く指導されなくなった。

### 柔術
（木太刀形、立居合と異なり、元になった流派名を並記する規定はないが、元流派も記す）
1. 柄取（つかどり）：天神真楊流と真蔭流より
2. 柄止（つかどめ）：渋川流より
3. 柄搦（つかがらみ）：立身流より
4. 見合取（みあいどり）：戸田流と気楽流より
5. 片手胸取（かたてむなどり）：荒木新流より
6. 腕止メ（うでどめ）：起倒流より
7. 襟投（えりなげ）：渋川流と天神真楊流より
8. 摺込（すりこみ）：一傳無双流と清水流より
9. 敵ノ先（てきのせん）：神明殺活流より
10. 帯引（おびひき）：良移心頭流より
11. 行連レ左　上頭（ゆきつれひだり　うわかしら）：殺当流より
12. 行連レ右　突込（ゆきつれみぎ　つっこみ）：各流合併
13. 行連レ左　右腰投（ゆきつれひだり　みぎこしなげ）：渋川流「四方組」より
14. 行連レ右　壁副（ゆきつれみぎ　かべぞえ）：揚心流より
15. 行連レ　　後捕（ゆきつれ　うしろどり）：各流合併
16. 陽ノ離レ（ようのはなれ）：扱心流の同名の技より

### 早捕
1. 鈎縄
2. 捕縄：各流合併
3. 捕縄：立身流より
4. 早縄：関口流より
5. 早縄（五寸縄）：水野流より
6. 早縄（七寸縄）
7. 手錠縄

### 活法
- 心兪
- 胆兪活
- 不容巨闘
- 心臓活
- 裏活